# Неборак Олександр Володимирович
Неборак Олександр Володимирович (20 грудня 1971, Львів – 11 березня 2009, Львів) – музикант, радіо-  і тележурналіст, редактор, член Національної спілки журналістів України. Молодший брат письменника та літературознавця Віктора Неборака.
Закінчив Львівську середню школу № 40, Львівський будівельний технікум (1991), факультет журналістики Львівського державного (тепер – національний) університету імені Івана Франка (1996). Перші спроби у журналістиці зробив, готуючи короткі авторські передачі на радіо "Незалежність". 
Від 1995 працював на Львівському державному телебаченні. Під орудою телережисера Віктора Робочека у 1995–1999 випустив у ефір цикл передач "Третє тисячоліття" (на матеріалі однойменного авторського проекту письменника Віктора Неборака – літературних вечорів-зустрічей з відомими сучасними українськими письменниками). Як редактор працював над передачами "Слово", "Як много важить слово…".     
У 2000 очолив відділ молодіжних програм Львівського телебачення. Був співтворцем (разом з Олександром Старовойтом) і ведучим програми "Ранок" (згодом "Вже ранок"), яка в прямому ранковому ефірі оперативно інформувала про найцікавіше в культурному житті міста. 
У 2006–2008 під керівництвом і за участю О. Неборака виходила в ефір програма "Молодіжний простір", присвячена культурно-світоглядним дискурсам підліткового і молодіжного середовищ. У 2009 започатковано "Вечірній простір" – останній проект Олександра, також присвячений молодіжному дискурсові й побудований на поєднанні сюжетних записів і прямого ефіру.  
Музикант за покликанням. У 1990-х – засновник, соло-гітарист, соліст гурту "Неборак-рок-бенд" (Павло Содомора, бас-гітара; Святослав Козак, пізніше Олександр Бригадир, соло-гітара; Андрій Альфавіцький, бубни). У 1992 гурт був учасником фестивалю альтернативної культури "Вивих". У 1993 "Неборак-рок-бенд" увійшов до числа фіналістів всеукраїнського конкурсу "Червона рута". 
2010 року стараннями друзів-музикантів і в оформленні художника Мирослава Ягоди вийшов у світ аудіодиск "Неборак-рок-бенд. Непереживане".
У всіх своїх телепроєктах Олександр послідовно висвітлював феномен сучасної української рок-музики, розповідав про її творців. Іншими площинами його фахових зацікавлень були українська культурна спадщина, сучасне малярство, література, книговидання.